# スペンサー・ホーウィッツ
スペンサー・エリオット・ホーウィッツ（Spencer Elliott Horwitz, 1997年11月14日 - ）は、アメリカ合衆国メリーランド州ボルチモア郡ティモニアム出身のプロ野球選手（内野手）。右投左打。MLBのピッツバーグ・パイレーツ所属。

## 経歴

### プロ入りとブルージェイズ時代
2019年のMLBドラフト24巡目（717位）でトロント・ブルージェイズから指名されプロ入り。契約金は10万ドル。傘下のブルーフィールド・ブルージェイズでプロデビューし、その後A−級バンクーバー・カナディアンズへ昇格。2チーム合計で60試合に出場して打率.307、4本塁打、52打点を記録した。
2021年はA＋級バンクーバーで開幕を迎え、その後AA級ニューハンプシャー・フィッシャーキャッツへ昇格。2チーム合計で110試合に出場して打率.294、12本塁打、66打点を記録した。
2022年はAA級ニューハンプシャーで開幕を迎え、シーズン途中にAAA級バッファロー・バイソンズれ昇格。2チーム合計で114試合に出場して打率.275、12本塁打、51打点を記録した。オフにルール・ファイブ・ドラフトでの流出を防ぐために40人枠に登録された。
2023年は3月に開催されたワールド・ベースボール・クラシックのイスラエル代表に選出された。シーズンではAAA級バッファローで開幕を迎え、6月16日に初めてメジャーへ昇格。18日のテキサス・レンジャーズ戦でメジャーデビューを果たし、ジョン・グレイからメジャー初安打を記録した。メジャーでは15試合に出場して打率.256、1本塁打、7打点を記録した。
2024年はAAA級バッファローで開幕を迎え、6月6日にキャバン・ビジオのDFAに伴いメジャーへ昇格。97試合に出場して打率.265、12本塁打、40打点を記録した。

### パイレーツ時代
2024年12月10日にアンドレス・ヒメネス、ニック・サンドリンとのトレードで、ニック・ミッチェルと共にクリーブランド・ガーディアンズへ移籍。直後にルイス・オルティス、ジョシュ・ハートル、マイケル・ケネディとのトレードで、ピッツバーグ・パイレーツへ移籍した。

## 詳細情報

### 年度別打撃成績
| 年 度    | 球 団    | 試 合 | 打 席 | 打 数 | 得 点 | 安 打 | 二 塁 打 | 三 塁 打 | 本 塁 打 | 塁 打 | 打 点 | 盗 塁 | 盗 塁 死 | 犠 打 | 犠 飛 | 四 球 | 敬 遠 | 死 球 | 三 振 | 併 殺 打 | 打 率 | 出 塁 率 | 長 打 率 | O P S |
| -------- | -------- | ----- | ----- | ----- | ----- | ----- | -------- | -------- | -------- | ----- | ----- | ----- | -------- | ----- | ----- | ----- | ----- | ----- | ----- | -------- | ----- | -------- | -------- | ----- |
| 2023     | TOR      | 15    | 44    | 39    | 5     | 10    | 2        | 0        | 1        | 15    | 7     | 0     | 0        | 0     | 0     | 4     | 0     | 1     | 12    | 1        | .256  | .341     | .385     | .726  |
| 2024     | TOR      | 97    | 381   | 328   | 46    | 87    | 19       | 0        | 12       | 142   | 40    | 0     | 0        | 0     | 4     | 42    | 2     | 7     | 70    | 8        | .265  | .357     | .433     | .790  |
| MLB：2年 | MLB：2年 | 112   | 425   | 367   | 51    | 97    | 21       | 0        | 13       | 142   | 47    | 0     | 0        | 0     | 4     | 46    | 2     | 8     | 82    | 9        | .264  | .355     | .428     | .783  |

- 2024年度シーズン終了時

### 年度別守備成績
| 年 度 | 球 団 | 一塁（1B） | 一塁（1B） | 一塁（1B） | 一塁（1B） | 一塁（1B） | 一塁（1B） | 二塁（2B） | 二塁（2B） | 二塁（2B） | 二塁（2B） | 二塁（2B） | 二塁（2B） |
| 年 度 | 球 団 | 試 合      | 刺 殺      | 補 殺      | 失 策      | 併 殺      | 守 備 率   | 試 合      | 刺 殺      | 補 殺      | 失 策      | 併 殺      | 守 備 率   |
| ----- | ----- | ---------- | ---------- | ---------- | ---------- | ---------- | ---------- | ---------- | ---------- | ---------- | ---------- | ---------- | ---------- |
| 2023  | TOR   | 5          | 32         | 4          | 0          | 3          | 1.000      | -          | -          | -          | -          | -          | -          |
| 2024  | TOR   | 41         | 236        | 21         | 1          | 24         | .996       | 39         | 35         | 75         | 2          | 16         | .982       |
| MLB   | MLB   | 46         | 268        | 25         | 1          | 27         | .997       | 39         | 35         | 75         | 2          | 16         | .982       |

- 2024年度シーズン終了時

### 背番号
- 48（2023年 - 2024年）
- 2（2025年 - ）

### 代表歴
- 2023 ワールド・ベースボール・クラシック・イスラエル代表